# 13921 Sgarbini
13921 Sgarbini è un asteroide della fascia principale. Scoperto nel 1985, presenta un'orbita caratterizzata da un semiasse maggiore pari a 2,2927303 UA e da un'eccentricità di 0,2306149, inclinata di 8,00786° rispetto all'eclittica.